# Kapitanowie regenci San Marino (1500–1700)
Kapitanowie regenci San Marino od 1500 do 1700
| Rok  | Semestr     | Kapitan regent                                                                    | Kapitan regent                                                           |
| ---- | ----------- | --------------------------------------------------------------------------------- | ------------------------------------------------------------------------ |
| 1500 | Kwiecień    | Menetto di Menetto Bonelli                                                        | Antonio di Maurizio Lunardini                                            |
| 1500 | Październik | Francesco di Girolamo Belluzzi                                                    | Simone di Antonio Belluzzi                                               |
| 1501 | Kwiecień    | Antonio di Polinoro Lunardini                                                     | Fabrizio di Pier Leone Corbelli                                          |
| 1501 | Październik | Cristoforo di Giacomino di Bartolo                                                | Biagio di Bartolo Pasini                                                 |
| 1502 | Kwiecień    | Antonio di Girolamo                                                               | Gabriele di Bartolo                                                      |
| 1502 | Październik | Giuliano di Bartolomeo                                                            | Angelo di Paolo Fabbri                                                   |
| 1503 | Kwiecień    | Antonio di Bianco                                                                 | Bartolo di Antonio                                                       |
| 1503 | Czerwiec    | Simone di Antonio Belluzzi                                                        | Giovanni di Cristoforo di Vita                                           |
| 1503 | Październik | Francesco di Girolamo                                                             | Bonifazio di Andrea                                                      |
| 1504 | Kwiecień    | Fabrizio di Pier Leone Corbelli                                                   | Marino di Niccolò di Giovanetto                                          |
| 1504 | Październik | Antonio di Girolamo                                                               | Francesco di Marino Giangi                                               |
| 1505 | Kwiecień    | Francesco di Girolamo Belluzzi                                                    | Giuliano di Bartolomeo                                                   |
| 1505 | Październik | Antonio di Bianco                                                                 | Antonio di Marino Giannini                                               |
| 1506 | Kwiecień    | Andrea di Giorgio Loli                                                            | Camillo di Menetto Bonelli                                               |
| 1506 | Październik | Antonio di Polinoro Lunardini                                                     | Antonio di Maurizio Lunardini                                            |
| 1507 | Kwiecień    | Fabrizio di Pier Leone Corbelli                                                   | Sammaritano di Andrea Tini                                               |
| 1507 | Październik | Marino di Niccolò di Giovanetto                                                   | Leonardo di Giovanni di Belluzzi                                         |
| 1508 | Kwiecień    | Cristoforo Martelli                                                               | Giacomo di Lodovico Calcigni                                             |
| 1508 | Październik | Antonio di Girolamo                                                               | Francesco di Marino Giangi                                               |
| 1509 | Kwiecień    | Innocenzo di Menetto Bonelli                                                      | Antonio di Benetto                                                       |
| 1509 | Październik | Andrea di Giorgio Loli                                                            | Antonio di Marino Giannini                                               |
| 1510 | Kwiecień    | Antonio di Polinoro Lunardini                                                     | Andrea di Marino Speranza                                                |
| 1510 | Październik | Antonio di Bianco                                                                 | Barnaba di Matteo da Valle                                               |
| 1511 | Kwiecień    | Marino di Niccolò di Giovanetto                                                   | Biagio di Bartolo Pasini                                                 |
| 1511 | Październik | Antonio di Girolamo                                                               | Giovanni di Cristoforo Vita                                              |
| 1512 | Kwiecień    | Andrea Giangi                                                                     | Marino di Severo                                                         |
| 1512 | Październik | Leonardo di Giovanni Belluzzi                                                     | Sammaritano di Andrea Tini                                               |
| 1513 | Kwiecień    | Cristoforo di Girolamo                                                            | Cristoforo Martelli                                                      |
| 1513 | Październik | Antonio di Benetto                                                                | Benedetto di Marino Benettini                                            |
| 1514 | Kwiecień    | Antonio di Maurizio Lunardini                                                     | Francesco Giangi                                                         |
| 1514 | Październik | Francesco di Simone Belluzzi                                                      | Innocenzo di Menetto Bonelli                                             |
| 1515 | Kwiecień    | Carlo di Cristofaro                                                               | Giacomo di Lodovico Calcigni                                             |
| 1515 | Październik | Francesco di Girolamo Belluzzi                                                    | Antonio di Bartolo                                                       |
| 1516 | Kwiecień    | Camillo di Menetto Bonelli                                                        | Girolamo di Giuliano Gozi                                                |
| 1516 | Październik | Diotallevo Corbelli                                                               | Sammaritano di Andrea Tini                                               |
| 1517 | Kwiecień    | Carlo di Cristofaro                                                               | Giacomo di Lodovico Calcigni                                             |
| 1517 | Październik | Andrea di Bonifazio                                                               | Antonio di Maurizio Lunardini                                            |
| 1518 | Kwiecień    | Camillo di Menetto Bonelli                                                        | Leonardo di Giovanni Belluzzi                                            |
| 1518 | Październik | Francesco di Girolamo Belluzzi                                                    | Antonio di Polinoro Lunardini                                            |
| 1519 | Kwiecień    | Girolamo di Giuliano Gozi                                                         | Pietro di Sabatino di Bianco                                             |
| 1519 | Październik | Innocenzo di Menetto Bonelli                                                      | Francesco di Antonio Belluzzi                                            |
| 1520 | Kwiecień    | Antonio di Maurizio Lunardini                                                     | Marino di Severo                                                         |
| 1520 | Październik | Andrea di Bonifazio                                                               | Francesco di Girolamo                                                    |
| 1521 | Kwiecień    | Bartolomeo di Antonio Amanti                                                      | Bartolo di Simone Belluzzi                                               |
| 1521 | Październik | Cristofaro Martelli                                                               | Giacomo di Lodovico Calcigni                                             |
| 1522 | Kwiecień    | Girolamo di Giuliano Gozi                                                         | Giuliano di Bartolomeo                                                   |
| 1522 | Październik | Antonio di Polinoro Lunardini                                                     | Marino di Antonio                                                        |
| 1523 | Kwiecień    | Bartolomeo di Antonio                                                             | Girolamo di Evangelista Belluzzi                                         |
| 1523 | Październik | Francesco di Simone Belluzzi                                                      | Francesco di Sante di Biagio                                             |
| 1524 | Kwiecień    | Camillo di Menetto Bonelli                                                        | Leonardo di Giovanni Belluzzi                                            |
| 1524 | Październik | Giacomo di Antonio Giannini                                                       | Bartolomeo di Antonio Amanti                                             |
| 1525 | Kwiecień    | Innocenzo di Menetto Bonelli                                                      | Pier Leone di Fabrizio Corbelli                                          |
| 1525 | Październik | Melchiorre di Francesco Belluzzi                                                  | Sammaritano di Andrea Tini                                               |
| 1526 | Kwiecień    | Girolamo di Giuliano Gozi                                                         | Federigo di Brandano Calcigni                                            |
| 1526 | Październik | Francesco di Simone Belluzzi                                                      | Marino di Severo                                                         |
| 1527 | Kwiecień    | Andrea Sabattini                                                                  | Carlo di Cristofaro                                                      |
| 1527 | Październik | Bartolomeo di Antonio Amanti (zm. 1528, zastąpiony przez Melchiorre di Francesco) | Giacomo di Lodovico Calcigni                                             |
| 1528 | Kwiecień    | Diottalevo Corbelli                                                               | Giuliano di Marino Righi                                                 |
| 1528 | Październik | Girolamo di Giuliano Gozi                                                         | Girolamo di Evangelista Belluzzi                                         |
| 1529 | Kwiecień    | Camillo di Menetto Bonelli                                                        | Bartolo Belluzzi                                                         |
| 1529 | Październik | Lodovico di Pietro Calcigni                                                       | Antonio di Pietro Tosini                                                 |
| 1530 | Kwiecień    | Melchiorre di Francesco Belluzzi                                                  | Giacomo di Lodovico Pinti                                                |
| 1530 | Październik | Giacomo di Lodovico Calcigni                                                      | Pier Leone di Fabrizio Corbelli                                          |
| 1531 | Kwiecień    | Francesco di Simone Belluzzi                                                      | Giacomo di Antonio Giannini                                              |
| 1531 | Październik | Polinoro di Antonio Lunardini                                                     | Girolamo di Giuliano Gozi                                                |
| 1532 | Kwiecień    | Carlo di Cristofaro                                                               | Innocenzo di Menetto Bonelli                                             |
| 1532 | Październik | Bartolo di Simone Belluzzi                                                        | Sammaritano di Andrea Tini                                               |
| 1533 | Kwiecień    | Giacomo di Lodovico Calcigni                                                      | Girolamo di Evangelista Belluzzi                                         |
| 1533 | Październik | Camillo di Menetto Bonelli                                                        | Melchiorre di Francesco Belluzzi                                         |
| 1534 | Kwiecień    | Pier Leone di Fabrizio Corbelli                                                   | Giuliano di Marino Righi                                                 |
| 1534 | Październik | Francesco di Simone Belluzzi                                                      | Giacomo di Antonio Giannini                                              |
| 1535 | Kwiecień    | Girolamo di Giuliano Gozi                                                         | Antonio di Pietro Tontini                                                |
| 1535 | Październik | Innocenzo di Menetto Bonelli                                                      | Giacomo di Evangelista Belluzzi                                          |
| 1536 | Kwiecień    | Melchiorre di Francesco Belluzzi                                                  | Sammaritano di Andrea Tini                                               |
| 1536 | Październik | Bartolo di Simone Belluzzi                                                        | Pier Leone di Fabrizio Corbelli                                          |
| 1537 | Kwiecień    | Girolamo di Evangelista Belluzzi                                                  | Girolamo di Francesco Giannini                                           |
| 1537 | Październik | Giuliano di Marino Righi                                                          | Giacomo di Antonio Giannini                                              |
| 1538 | Kwiecień    | Francesco di Simone Belluzzi                                                      | Girolamo di Giuliano Gozi                                                |
| 1538 | Październik | Carlo di Cristofaro Gianolini                                                     | Cristofaro di Marino Giangi                                              |
| 1539 | Kwiecień    | Melchiorre di Francesco Belluzzi                                                  | Niccolò di Sante di Biagio                                               |
| 1539 | Październik | Bartolo di Simone Belluzzi                                                        | Giacomo di Antonio Giannini                                              |
| 1540 | Kwiecień    | Gio. Antonio di Francesco Belluzzi                                                | Pier Leone di Fabrizio Corbelli                                          |
| 1540 | Październik | Girolamo di Giuliano Gozi                                                         | Vincenzo di Bartolo Gombertini                                           |
| 1541 | Kwiecień    | Girolamo di Evangelista Belluzzi                                                  | Stanghelino di Francesco Belluzzi                                        |
| 1541 | Październik | Giuliano di Marino Righi                                                          | Giacomo di Lodovico Pinti                                                |
| 1542 | Kwiecień    | Polinoro Lunardini                                                                | Cristofaro di Marino Giangi                                              |
| 1542 | Październik | Carlo Gianolini                                                                   | Marino Gabrielli                                                         |
| 1543 | Kwiecień    | Antonio di Pietro Tontini                                                         | Giacomo di Evangelista Belluzzi                                          |
| 1543 | Październik | Girolamo Giannini                                                                 | Carlo di Francesco Lunardini                                             |
| 1544 | Kwiecień    | Polinoro Lunardini                                                                | Bartolo di Simone Belluzzi                                               |
| 1544 | Październik | Giovanni Antonio Belluzzi                                                         | Vincenzo Gombertini                                                      |
| 1545 | Kwiecień    | Girolamo di Giuliano Gozi                                                         | Innocenzo Brancuti                                                       |
| 1545 | Październik | Giuliano di Marino Righi                                                          | Marino Gabrielli                                                         |
| 1546 | Kwiecień    | Bonetto di Marino Bonetti                                                         | Baldo di Gaspare                                                         |
| 1546 | Październik | Pier Leone di Fabrizio Corbelli                                                   | Bernardino Giannini                                                      |
| 1547 | Kwiecień    | Gio. Antonio Leonardelli                                                          | Stanghelino di Francesco Belluzzi                                        |
| 1547 | Październik | Gio. Lodovico di Matteo Belluzzi                                                  | Pier Paolo Bonelli (zastąpiony 23 lutego 1548 przez by Bartolo Belluzzi) |
| 1548 | Kwiecień    | Giovanni Antonio Belluzzi                                                         | Sante di Marco Gori                                                      |
| 1548 | Październik | Giacomo di Antonio Giannini                                                       | Francesco di Sebastiano Onofri                                           |
| 1549 | Kwiecień    | Giuliano di Marino Righi                                                          | Girolamo di Evangelista Belluzzi                                         |
| 1549 | Październik | Bartolo Belluzzi                                                                  | Rinaldo di Giovanni Baldi                                                |
| 1550 | Kwiecień    | Polinoro Lunardini                                                                | Biagio di Matteo Tura                                                    |
| 1550 | Październik | Gio. Antonio Leonardelli                                                          | Cristofaro di Marino Giangi                                              |
| 1551 | Kwiecień    | Girolamo Giannini                                                                 | Marino di Andrea                                                         |
| 1551 | Październik | Pier Leone Corbelli                                                               | Pier Matteo Belluzzi                                                     |
| 1552 | Kwiecień    | Gio. Lodovico di Matteo Belluzzi                                                  | Baldo di Gaspare                                                         |
| 1552 | Październik | Antonio di Piero Tontini                                                          | Vincenzo di Giovanni di Andrea                                           |
| 1553 | Kwiecień    | Vincenzo Gombertini                                                               | Giacomo di Antonio Giannini                                              |
| 1553 | Październik | Gio. Antonio Belluzzi                                                             | Rinaldo di Giovanni Baldi                                                |
| 1554 | Kwiecień    | Innocenzo Brancuti                                                                | Giacomo di Evangelista Belluzzi                                          |
| 1554 | Październik | Marc'Antonio Gozi                                                                 | Francesco di Sebastiano Onofri                                           |
| 1555 | Kwiecień    | Giuliano di Marino Righi                                                          | Gio. Antonio di Antonio                                                  |
| 1555 | Październik | Bartolo Belluzzi                                                                  | Pier Paolo Corbelli                                                      |
| 1556 | Kwiecień    | Gio. Antonio Leonardelli                                                          | Bonetto di Marino Bonetti                                                |
| 1556 | Październik | Antonio Brancuti                                                                  | Baldo di Gaspare                                                         |
| 1557 | Kwiecień    | Gio. Lodovico di Matteo Belluzzi                                                  | Vincenzo Giannini                                                        |
| 1557 | Październik | Pier Paolo Bonelli                                                                | Vincenzo Gombertini                                                      |
| 1558 | Kwiecień    | Girolamo Giannini                                                                 | Francesco di Sebastiano Onofri                                           |
| 1558 | Październik | Innocenzo Brancuti                                                                | Rinaldo di Giovanni Baldi                                                |
| 1559 | Kwiecień    | Bartolo Belluzzi                                                                  | Pier Paolo Corbelli                                                      |
| 1559 | Październik | Gio. Antonio Leonardelli                                                          | Sinibaldo Sinibaldi                                                      |
| 1560 | Kwiecień    | Giacomo di Evangelista Belluzzi                                                   | Vincenzo di Marino di Andrea                                             |
| 1560 | Październik | Pier Leone Corbelli                                                               | Giovanni Sinibaldi                                                       |
| 1561 | Kwiecień    | Vincenzo Gombertini                                                               | Bernardino Giannini                                                      |
| 1561 | Październik | Francesco di Sebastiano Onofri                                                    | Francesco di Pier Paolo Martelli                                         |
| 1562 | Kwiecień    | Girolamo Giannini                                                                 | Claudio Belluzzi                                                         |
| 1562 | Październik | Pier Paolo Bonelli                                                                | Marc'Antonio Gozi                                                        |
| 1563 | Kwiecień    | Pier Matteo Belluzzi                                                              | Pier Paolo Corbelli                                                      |
| 1563 | Październik | Ludovico Belluzzi                                                                 | Marc'Antonio Bonetti                                                     |
| 1564 | Kwiecień    | Gio. Andrea Belluzzi                                                              | Rinaldo di Giovanni Baldi                                                |
| 1564 | Październik | Antonio Brancuti                                                                  | Benedetto di Bianco                                                      |
| 1565 | Kwiecień    | Vincenzo Gombertini                                                               | Giacomo di Evangelista Belluzzi                                          |
| 1565 | Październik | Bonetto di Marino Bonetti                                                         | Marino Bonelli                                                           |
| 1566 | Kwiecień    | Marc'Antonio Gozi                                                                 | Giovanni Antonio di Antonio                                              |
| 1566 | Październik | Girolamo Giannini                                                                 | Sebastiano di Cristofaro Giangi                                          |
| 1567 | Kwiecień    | Francesco di Pier Paolo Martelli                                                  | Marino di Cristofaro Giangi                                              |
| 1567 | Październik | Giuliano Corbelli                                                                 | Giovanni Andrea Belluzzi                                                 |
| 1568 | Kwiecień    | Pier Paolo Bonelli                                                                | Pier Paolo Corbelli                                                      |
| 1568 | Październik | Antonio Brancuti                                                                  | Liberio Gabrielli                                                        |
| 1569 | Kwiecień    | Pier Matteo Belluzzi                                                              | Vincenzo Giannini                                                        |
| 1569 | Październik | Ippolito Gombertini                                                               | Sinibaldo Sinibaldi                                                      |
| 1570 | Kwiecień    | Marc'Antonio Gozi                                                                 | Marc'Antonio Bonetti                                                     |
| 1570 | Październik | Girolamo Giannini                                                                 | Ascanio di Giacomo Belluzzi                                              |
| 1571 | Kwiecień    | Giovanni Antonio Leonardelli                                                      | Benedetto di Bianco                                                      |
| 1571 | Październik | Pier Paolo Corbelli                                                               | Giovanni Paolo di Giuliano                                               |
| 1572 | Kwiecień    | Innocenzo Brancuti                                                                | Francesco Giannini                                                       |
| 1572 | Październik | Pier Matteo Belluzzi                                                              | Antonio di Angelo Bellini                                                |
| 1573 | Kwiecień    | Antonio Brancuti                                                                  | Gio. Lodovico di Matteo Belluzzi                                         |
| 1573 | Październik | Lodovico Belluzzi                                                                 | Vincenzo Giannini                                                        |
| 1574 | Kwiecień    | Marc'Antonio Gozi                                                                 | Gio. Antonio di Antonio                                                  |
| 1574 | Październik | Giambattista Belluzzi                                                             | Benedetto di Bianco                                                      |
| 1575 | Kwiecień    | Giuliano Corbelli                                                                 | Liberio Gabrielli                                                        |
| 1575 | Październik | Girolamo Giannini                                                                 | Vincenzo di Marino di Andrea                                             |
| 1576 | Kwiecień    | Pier Paolo Corbelli                                                               | Sinibaldo Sinibaldi                                                      |
| 1576 | Październik | Innocenzo Brancuti                                                                | Francesco Onofri                                                         |
| 1577 | Kwiecień    | Francesco di Paolo di Giuliano                                                    | Gio. Lodovico di Matteo Belluzzi                                         |
| 1577 | Październik | Pier Matteo Belluzzi                                                              | Vincenzo Giannini                                                        |
| 1578 | Kwiecień    | Ippolito Gombertini                                                               | Francesco Giannini                                                       |
| 1578 | Październik | Liberio Gabrielli                                                                 | Ascanio Belluzzi                                                         |
| 1579 | Kwiecień    | Girolamo Giannini                                                                 | Benedetto di Bianco                                                      |
| 1579 | Październik | Lodovico Belluzzi                                                                 | Giovanni Calcigni                                                        |
| 1580 | Kwiecień    | Pier Paolo Corbelli                                                               | Marino Bonelli                                                           |
| 1580 | Październik | Giambattista Belluzzi                                                             | Sinibaldo Sinibaldi                                                      |
| 1581 | Kwiecień    | Innocenzo Brancuti                                                                | Gio. Lodovico di Matteo Belluzzi                                         |
| 1581 | Październik | Giuliano Corbelli                                                                 | Gio. Paolo Belluzzi                                                      |
| 1582 | Kwiecień    | Ippolito Gombertini                                                               | Pier Marino Cionini                                                      |
| 1582 | Październik | Gio. Antonio Leonardelli                                                          | Francesco Giannini                                                       |
| 1583 | Kwiecień    | Pier Matteo Belluzzi                                                              | Marc'Antonio Gozi                                                        |
| 1583 | Październik | Pier Paolo Corbelli                                                               | Francesco Martelli                                                       |
| 1584 | Kwiecień    | Federico Sinibaldi                                                                | Vincenzo Giannini                                                        |
| 1584 | Październik | Innocenzo Brancuti                                                                | Gio. Lodovico Belluzzi                                                   |
| 1585 | Kwiecień    | Bonetto Bonetti                                                                   | Gio. Maria Giangi                                                        |
| 1585 | Październik | Giuliano Corbelli                                                                 | Liberio Gabrielli                                                        |
| 1586 | Kwiecień    | Ascanio Belluzzi                                                                  | Francesco Giannini                                                       |
| 1586 | Październik | Paol'Antonio Onofri                                                               | Giambattista Belluzzi                                                    |
| 1587 | Kwiecień    | Lodovico Belluzzi                                                                 | Pier Marino Cionini                                                      |
| 1587 | Październik | Gio. Antonio Leonardelli                                                          | Pier Paolo Corbelli                                                      |
| 1588 | Kwiecień    | Pier Matteo Belluzzi                                                              | Vincenzo Giannini                                                        |
| 1588 | Październik | Marc'Aurelio Brancuti                                                             | Giambattista Belluzzi                                                    |
| 1589 | Kwiecień    | Giuliano Corbelli                                                                 | Liberio Gabrielli                                                        |
| 1589 | Październik | Federico Sinibaldi                                                                | Marino Pellicieri                                                        |
| 1590 | Kwiecień    | Francesco Giannini                                                                | Giambattista Fabbri                                                      |
| 1590 | Październik | Orazio Giannini                                                                   | Giambattista Belluzzi                                                    |
| 1591 | Kwiecień    | Lodovico Belluzzi                                                                 | Ascanio Belluzzi                                                         |
| 1591 | Październik | Pier Matteo Belluzzi                                                              | Ottaviano Gozi                                                           |
| 1592 | Kwiecień    | Pier Marino Cionini                                                               | Giuliano Gozi                                                            |
| 1592 | Październik | Camillo Bonelli (zastąpiony w 1592 przez Giovanni Paolo Belluzzi)                 | Paol'Antonio Onofri                                                      |
| 1593 | Kwiecień    | Giuliano Corbelli                                                                 | Annibale Belluzzi                                                        |
| 1593 | Październik | Giambattista Belluzzi                                                             | Francesco Giannini                                                       |
| 1594 | Kwiecień    | Liberio Gabrielli                                                                 | Innocenzo Bonelli                                                        |
| 1594 | Październik | Federico Brandani                                                                 | Vincenzo Giannini                                                        |
| 1595 | Kwiecień    | Fabrizio Belluzzi                                                                 | Francesco Maria Corbelli                                                 |
| 1595 | Październik | Pier Marino Cionini                                                               | Lattanzio Valli                                                          |
| 1596 | Kwiecień    | Orazio Belluzzi                                                                   | Matteo Ceccoli                                                           |
| 1596 | Październik | Camillo Bonelli                                                                   | Annibale Belluzzi                                                        |
| 1597 | Kwiecień    | Paolo Antonio Onofri                                                              | Gio. Francesco Belluzzi                                                  |
| 1597 | Październik | Camillo Bonelli                                                                   | Annibale Belluzzi                                                        |
| 1598 | Kwiecień    | Giuliano Gozi                                                                     | Francesco Giannini                                                       |
| 1598 | Październik | Giambattista Belluzzi                                                             | Innocenzo Bonelli                                                        |
| 1599 | Kwiecień    | Pier Marino Cionini                                                               | Giambattista Fabbri                                                      |
| 1599 | Październik | Orazio Belluzzi                                                                   | Lattanzio Valli                                                          |
| 1600 | Kwiecień    | Pier Francesco Bonetti                                                            | Belluzzo Belluzzi                                                        |
| 1600 | Październik | Pier Matteo Belluzzi                                                              | Fabrizio Belluzzi                                                        |
| 1601 | Kwiecień    | Lorenzo Martelli                                                                  | Liberio Gabrielli                                                        |
| 1601 | Październik | Girolamo Gozi                                                                     | Francesco Giannini                                                       |
| 1602 | Kwiecień    | Giuliano Gozi                                                                     | Innocenzo Bonelli                                                        |
| 1602 | Październik | Giambattista Belluzzi                                                             | Francesco Maria Corbelli                                                 |
| 1603 | Kwiecień    | Orazio Belluzzi                                                                   | Scipione Gabrielli                                                       |
| 1603 | Październik | Francesco Bonelli                                                                 | Lattanzio Valli                                                          |
| 1604 | Kwiecień    | Pier Francesco Bonetti                                                            | Giambattista Fabbri                                                      |
| 1604 | Październik | Pier Marino Cionini                                                               | Annibale Gozi                                                            |
| 1605 | Kwiecień    | Tiberio Gabrielli                                                                 | Francesco Giannini                                                       |
| 1605 | Październik | Girolamo Gozi                                                                     | Innocenzo Bonelli                                                        |
| 1606 | Kwiecień    | Pier Matteo Belluzzi                                                              | Fabrizio Belluzzi                                                        |
| 1606 | Październik | Annibale Belluzzi                                                                 | Giuliano Fattori                                                         |
| 1607 | Kwiecień    | Lorenzo Martelli                                                                  | Leone Pellicieri                                                         |
| 1607 | Październik | Camillo Bonelli                                                                   | Giambattista Belluzzi                                                    |
| 1608 | Kwiecień    | Pier Francesco Bonelli                                                            | Giuliano Belluzzi                                                        |
| 1608 | Październik | Pietro Tosini Corbelli                                                            | Teodoro Leonardelli                                                      |
| 1609 | Kwiecień    | Orazio Belluzzi                                                                   | Orazio Giangi                                                            |
| 1609 | Październik | Girolamo Gozi                                                                     | Lattanzio Valli                                                          |
| 1610 | Kwiecień    | Fabrizio Belluzzi                                                                 | Giambattista Fabbri                                                      |
| 1610 | Październik | Gio. Andrea Belluzzi                                                              | Sebastiano Onofri                                                        |
| 1611 | Kwiecień    | Pier Marino Cionini                                                               | Annibale Gozi                                                            |
| 1611 | Październik | Francesco Bonelli                                                                 | Belluzzo Belluzzi                                                        |
| 1612 | Kwiecień    | Pier Francesco Bonetti                                                            | Francesco Maria Corbelli                                                 |
| 1612 | Październik | Pietro Tosini Corbelli                                                            | Innocenzo Bonelli                                                        |
| 1613 | Kwiecień    | Camillo Bonelli                                                                   | Lattanzio Valli                                                          |
| 1613 | Październik | Annibale Belluzzi                                                                 | Giambattista Fabbri                                                      |
| 1614 | Kwiecień    | Gio. Andrea Belluzzi                                                              | Fabrizio Belluzzi                                                        |
| 1614 | Październik | Giuliano Belluzzi                                                                 | Teodoro Leonardelli                                                      |
| 1615 | Kwiecień    | Girolamo Gozi                                                                     | Francesco Giannini                                                       |
| 1615 | Październik | Orazio Belluzzi                                                                   | Flaminio Cionini                                                         |
| 1616 | Kwiecień    | Pier Francesco Bonetti                                                            | Francesco Bonelli                                                        |
| 1616 | Październik | Camillo Bonelli                                                                   | Belluzzo Belluzzi                                                        |
| 1617 | Kwiecień    | Annibale Belluzzi                                                                 | Giambattista Fabbri                                                      |
| 1617 | Październik | Gio. Andrea Belluzzi                                                              | Lattanzio Valli                                                          |
| 1618 | Kwiecień    | Fabrizio Belluzzi                                                                 | Gabriele Gabrielli                                                       |
| 1618 | Październik | Girolamo Gozi                                                                     | Gio. Pietro Martelli                                                     |
| 1619 | Kwiecień    | Francesco Giannini                                                                | Annibale Gozi                                                            |
| 1619 | Październik | Orazio Belluzzi                                                                   | Andrea Giannini                                                          |
| 1620 | Kwiecień    | Giuliano Belluzzi                                                                 | Teodoro Leonardelli                                                      |
| 1620 | Październik | Camillo Bonelli                                                                   | Belluzzo Belluzzi                                                        |
| 1621 | Kwiecień    | Bernardino Belluzzi                                                               | Lattanzio Valli                                                          |
| 1621 | Październik | Gio. Andrea Belluzzi                                                              | Fabrizio Belluzzi                                                        |
| 1622 | Kwiecień    | Girolamo Gozi                                                                     | Pier Marino Ricci                                                        |
| 1622 | Październik | Annibale Belluzzi                                                                 | Marino Belluzzi                                                          |
| 1623 | Kwiecień    | Giacomo Bonetti                                                                   | Annibale Gozi                                                            |
| 1623 | Październik | Giuliano Belluzzi                                                                 | Enea Bonelli                                                             |
| 1624 | Kwiecień    | Pietro Tosini Corbelli                                                            | Gian Giacomo Serafini                                                    |
| 1624 | Październik | Lattanzio Valli                                                                   | Michel Angelo Busignani                                                  |
| 1625 | Kwiecień    | Orazio Belluzzi                                                                   | Pier Leone Corbelli                                                      |
| 1625 | Październik | Camillo Bonelli                                                                   | Giambattista Fabbri                                                      |
| 1626 | Kwiecień    | Francesco Giannini                                                                | Livio Pellicieri                                                         |
| 1626 | Październik | Belluzzo Belluzzi                                                                 | Pier Marino Ricci                                                        |
| 1627 | Kwiecień    | Annibale Loli                                                                     | Pier Antonio Gabrielli                                                   |
| 1627 | Październik | Pietro Tosini Corbelli                                                            | Andrea Giannini                                                          |
| 1628 | Kwiecień    | Lattanzio Valli                                                                   | Sforza Cionini                                                           |
| 1628 | Październik | Giuliano Belluzzi                                                                 | Michel Angelo Busignani                                                  |
| 1629 | Kwiecień    | Marc'Antonio Bonetti                                                              | Gian Giacomo Serafini                                                    |
| 1629 | Październik | Orazio Belluzzi                                                                   | Federico Gozi                                                            |
| 1630 | Kwiecień    | Livio Pellicieri                                                                  | Pier Marino Ricci                                                        |
| 1630 | Październik | Belluzzo Belluzzi                                                                 | Rinaldo Ranieri                                                          |
| 1631 | Kwiecień    | Melchiorre Maggio Belluzzi                                                        | Pier Antonio Giangi                                                      |
| 1631 | Październik | Fulgenzio Maccioni                                                                | Vincenzo Zampini                                                         |
| 1632 | Kwiecień    | Pietro Tosini                                                                     | Evangelista Belluzzi                                                     |
| 1632 | Październik | Giuliano Belluzzi                                                                 | Sforza Cionini                                                           |
| 1633 | Kwiecień    | Marc'Antonio Bonetti                                                              | Bartolomeo Ceccoli                                                       |
| 1633 | Październik | Torquato Giannini                                                                 | Bartolomeo Fabbri                                                        |
| 1634 | Kwiecień    | Lattanzio Valli                                                                   | Federico Gozi                                                            |
| 1634 | Październik | Orazio Belluzzi                                                                   | Vincenzo Lorenzoni                                                       |
| 1635 | Kwiecień    | Livio Pellicieri                                                                  | Paolo Antonio Onofri                                                     |
| 1635 | Październik | Giuliano Gozi                                                                     | Stefano Ricci                                                            |
| 1636 | Kwiecień    | Fulgenzio Maccioni                                                                | Giuliano Belluzzi                                                        |
| 1636 | Październik | Marc'Antonio Bonetti                                                              | Bartolomeo Ceccoli                                                       |
| 1637 | Kwiecień    | Pietro Tosini                                                                     | Giambattista Loli                                                        |
| 1637 | Październik | Melchiorre Maggio Belluzzi                                                        | Giovanni Serafini                                                        |
| 1638 | Kwiecień    | Claudio Belluzzi                                                                  | Pier Leone Corbelli                                                      |
| 1638 | Październik | Livio Pellicieri                                                                  | Federico Tosini                                                          |
| 1639 | Kwiecień    | Vincenzo Lorenzoni                                                                | Paolo Antonio Onofri                                                     |
| 1639 | Październik | Fulgenzio Maccioni                                                                | Annibale Loli                                                            |
| 1640 | Kwiecień    | Marc'Antonio Bonetti                                                              | Giuliano Belluzzi                                                        |
| 1640 | Październik | Giambattista Belluzzi                                                             | Federico Gozi                                                            |
| 1641 | Kwiecień    | Giambattista Ricci                                                                | Pier Antonio Giangi                                                      |
| 1641 | Październik | Sforza Cionini                                                                    | Bartolomeo Ceccoli                                                       |
| 1642 | Kwiecień    | Giacomo Belluzzi                                                                  | Giovanni Serafini                                                        |
| 1642 | Październik | Claudio Belluzzi                                                                  | Paolo Antonio Onofri                                                     |
| 1643 | Kwiecień    | Fulgenzio Maccioni                                                                | Federico Tosini                                                          |
| 1643 | Październik | Melchiorre Maggio Belluzzi                                                        | Evangelista Belluzzi                                                     |
| 1644 | Kwiecień    | Livio Pellicieri                                                                  | Gregorio Ceccoli                                                         |
| 1644 | Październik | Giuliano Belluzzi                                                                 | Pier Leone Corbelli                                                      |
| 1645 | Kwiecień    | Sforza Cionini                                                                    | Vincenzo Francini                                                        |
| 1645 | Październik | Marc'Antonio Bonetti                                                              | Ottavio Giannini                                                         |
| 1646 | Kwiecień    | Carlo Loli                                                                        | Vincenzo Lorenzoni                                                       |
| 1646 | Październik | Claudio Belluzzi                                                                  | Paolo Antonio Onofri                                                     |
| 1647 | Kwiecień    | Carlo Tosini                                                                      | Pier Marino Cionini                                                      |
| 1647 | Październik | Bartolomeo Belluzzi                                                               | Marino Gabrielli                                                         |
| 1648 | Kwiecień    | Giacomo Belluzzi                                                                  | Giovanni Serafini                                                        |
| 1648 | Październik | Giuliano Gozi                                                                     | Pier Leone Corbelli                                                      |
| 1649 | Kwiecień    | Marc'Antonio Bonetti                                                              | Innocenzo Bonelli                                                        |
| 1649 | Październik | Fulgenzio Maccioni                                                                | Federico Tosini                                                          |
| 1650 | Kwiecień    | Melchiorre Maggio Belluzzi                                                        | Girolamo Moracci                                                         |
| 1650 | Październik | Carlo Tosini                                                                      | Paolo Antonio Onofri                                                     |
| 1651 | Kwiecień    | Alessandro Belluzzi                                                               | Vincenzo Lorenzoni                                                       |
| 1651 | Październik | Carlo Loli                                                                        | Gregorio Ceccoli                                                         |
| 1652 | Kwiecień    | Ottavio Giannini                                                                  | Bartolomeo Ceccoli                                                       |
| 1652 | Październik | Giacomo Belluzzi                                                                  | Innocenzo Bonelli                                                        |
| 1653 | Kwiecień    | Lodovico Belluzzi                                                                 | Giovanni Serafini                                                        |
| 1653 | Październik | Marc'Antonio Bonetti                                                              | Pompeo Zoli                                                              |
| 1654 | Kwiecień    | Fulgenzio Maccioni                                                                | Cristofaro Gianotti                                                      |
| 1654 | Październik | Carlo Tosini                                                                      | Paolo Antonio Onofri                                                     |
| 1655 | Kwiecień    | Carlo Loli                                                                        | Sforza Cionini                                                           |
| 1655 | Październik | Ottavio Giannini                                                                  | Bartolomeo Ceccoli                                                       |
| 1656 | Kwiecień    | Melchiorre Maggio Belluzzi                                                        | Vincenzo Lorenzoni                                                       |
| 1656 | Październik | Alessandro Belluzzi                                                               | Giovanni Serafini                                                        |
| 1657 | Kwiecień    | Innocenzo Bonelli                                                                 | Girolamo Moracci                                                         |
| 1657 | Październik | Giacomo Belluzzi                                                                  | Pier Leone Corbelli                                                      |
| 1658 | Kwiecień    | Fulgenzio Maccioni                                                                | Marino Bonetti                                                           |
| 1658 | Październik | Carlo Loli                                                                        | Pompeo Zoli                                                              |
| 1659 | Kwiecień    | Ottavio Giannini                                                                  | Cristofaro Gianotti                                                      |
| 1659 | Październik | Paolo Antonio Onofri                                                              | Antonio Ricci (zm. 1660, zastąpiony przez Francesco Angeli)              |
| 1660 | Kwiecień    | Vincenzo Lorenzoni                                                                | Giovanni Serafini                                                        |
| 1660 | Październik | Alessandro Belluzzi                                                               | Giambattista Zampini                                                     |
| 1661 | Kwiecień    | Giacomo Belluzzi                                                                  | Sforza Cionini                                                           |
| 1661 | Październik | Carlo Tosini                                                                      | Innocenzo Bonelli                                                        |
| 1662 | Kwiecień    | Fulgenzio Maccioni                                                                | Girolamo Moracci                                                         |
| 1662 | Październik | Lodovico Belluzzi                                                                 | Pompeo Zoli                                                              |
| 1663 | Kwiecień    | Melchiorre Maggio Belluzzi                                                        | Paolo Antonio Onofri                                                     |
| 1663 | Październik | Marc'Antonio Gozi                                                                 | Cristoforo Gianotti                                                      |
| 1664 | Kwiecień    | Carlo Loli                                                                        | Vincenzo Lorenzoni                                                       |
| 1664 | Październik | Francesco Maccioni                                                                | Giovanni Serafini                                                        |
| 1665 | Kwiecień    | Ottavio Giannini                                                                  | Francesco Angeli                                                         |
| 1665 | Październik | Carlo Tosini                                                                      | Sforza Cionini                                                           |
| 1666 | Kwiecień    | Giacomo Belluzzi                                                                  | Giambattista Tosini                                                      |
| 1666 | Październik | Alessandro Belluzzi                                                               | Pompeo Zoli                                                              |
| 1667 | Kwiecień    | Lodovico Belluzzi                                                                 | Innocenzo Bonelli                                                        |
| 1667 | Październik | Paolo Antonio Onofri                                                              | Domizio Beni                                                             |
| 1668 | Kwiecień    | Carlo Loli                                                                        | Giambattista Zampini                                                     |
| 1668 | Październik | Francesco Maccioni                                                                | Francesco Loli                                                           |
| 1669 | Kwiecień    | Ottavio Giannini                                                                  | Francesco Angeli                                                         |
| 1669 | Październik | Giacomo Belluzzi                                                                  | Giambattista Tosini                                                      |
| 1670 | Kwiecień    | Marc'Antonio Gozi                                                                 | Marc'Antonio Ceccoli                                                     |
| 1670 | Październik | Lodovico Belluzzi                                                                 | Innocenzo Bonelli                                                        |
| 1671 | Kwiecień    | Paolo Antonio Onofri                                                              | Pompeo Zoli                                                              |
| 1671 | Październik | Carlo Tosini                                                                      | Giovanni Serafini                                                        |
| 1672 | Kwiecień    | Carlo Loli                                                                        | Giambattista Zampini                                                     |
| 1672 | Październik | Alessandro Belluzzi                                                               | Sforza Cionini                                                           |
| 1673 | Kwiecień    | Ottavio Giannini                                                                  | Alfonso Tosini                                                           |
| 1673 | Październik | Giambattista Tosini                                                               | Francesco Angeli                                                         |
| 1674 | Kwiecień    | Francesco Maccioni                                                                | Francesco Loli                                                           |
| 1674 | Październik | Marc'Antonio Gozi                                                                 | Innocenzo Bonelli                                                        |
| 1675 | Kwiecień    | Paolo Antonio Onofri                                                              | Giovanni Serafini                                                        |
| 1675 | Październik | Carlo Tosini                                                                      | Lorenzo Giangi                                                           |
| 1676 | Kwiecień    | Giuliano Cionini                                                                  | Pompeo Zoli                                                              |
| 1676 | Październik | Lodovico Belluzzi                                                                 | Giambattista Zampini                                                     |
| 1677 | Kwiecień    | Giambattista Tosini                                                               | Francesco Angeli                                                         |
| 1677 | Październik | Carlo Loli                                                                        | Marc'Antonio Ceccoli                                                     |
| 1678 | Kwiecień    | Marc'Antonio Gozi                                                                 | Innocenzo Bonelli                                                        |
| 1678 | Październik | Ottavio Giannini                                                                  | Alfonso Tosini                                                           |
| 1679 | Kwiecień    | Francesco Maccioni                                                                | Francesco Loli                                                           |
| 1679 | Październik | Carlo Tosini                                                                      | Lorenzo Giangi                                                           |
| 1680 | Kwiecień    | Alessandro Belluzzi                                                               | Giambattista Fattori                                                     |
| 1680 | Październik | Giambattista Tosini                                                               | Melchiorre Martelli                                                      |
| 1681 | Kwiecień    | Giacomo Belluzzi                                                                  | Giovanni Serafini                                                        |
| 1681 | Październik | Paolo Antonio Onofri                                                              | Francesco Angeli                                                         |
| 1682 | Kwiecień    | Carlo Loli                                                                        | Gaspare Calbini                                                          |
| 1682 | Październik | Marc'Antonio Gozi                                                                 | Innocenzo Bonelli                                                        |
| 1683 | Kwiecień    | Francesco Maccioni                                                                | Alfonso Tosini                                                           |
| 1683 | Październik | Carlo Tosini                                                                      | Lorenzo Giangi                                                           |
| 1684 | Kwiecień    | Giuliano Belluzzi                                                                 | Giambattista Fattori                                                     |
| 1684 | Październik | Francesco Loli                                                                    | Pietro Francini                                                          |
| 1685 | Kwiecień    | Ottavio Leonardelli                                                               | Melchiorre Martelli                                                      |
| 1685 | Październik | Paolo Antonio Onofri                                                              | Ridolfo Zoli                                                             |
| 1686 | Kwiecień    | Carlo Loli                                                                        | Gaspare Calbini                                                          |
| 1686 | Październik | Gio. Antonio Belluzzi                                                             | Alfonso Tosini                                                           |
| 1687 | Kwiecień    | Alessandro Belluzzi                                                               | Marc'Antonio Ceccoli                                                     |
| 1687 | Październik | Giuliano Belluzzi                                                                 | Giambattista Fattori                                                     |
| 1688 | Kwiecień    | Innocenzo Bonelli                                                                 | Francesco Angeli                                                         |
| 1688 | Październik | Francesco Maccioni                                                                | Pietro Francini                                                          |
| 1689 | Kwiecień    | Francesco Loli                                                                    | Matteo Martelli                                                          |
| 1689 | Październik | Carlo Loli                                                                        | Gaspare Calbini                                                          |
| 1690 | Kwiecień    | Gio. Antonio Belluzzi                                                             | Melchiorre Martelli                                                      |
| 1690 | Październik | Ottavio Leonardelli                                                               | Lorenzo Giangi                                                           |
| 1691 | Kwiecień    | Alfonso Tosini                                                                    | Baldassarre Tini                                                         |
| 1691 | Październik | Lodovico Manenti Belluzzi                                                         | Marino Beni                                                              |
| 1692 | Kwiecień    | Francesco Maccioni                                                                | Gio. Antonio Fattori                                                     |
| 1692 | Październik | Innocenzo Bonelli                                                                 | Pietro Francini                                                          |
| 1693 | Kwiecień    | Francesco Loli                                                                    | Matteo Martelli                                                          |
| 1693 | Październik | Giuliano Belluzzi                                                                 | Melchiorre Martelli                                                      |
| 1694 | Kwiecień    | Giuseppe Loli                                                                     | Gaspare Calbini                                                          |
| 1694 | Październik | Bernardino Leonardelli                                                            | Lorenzo Giangi                                                           |
| 1695 | Kwiecień    | Onofrio Onofri                                                                    | Francesco Angeli                                                         |
| 1695 | Październik | Lodovico Manenti Belluzzi                                                         | Marc'Antonio Ceccoli                                                     |
| 1696 | Kwiecień    | Francesco Maccioni                                                                | Gio. Antonio Fattori                                                     |
| 1696 | Październik | Gio. Antonio Belluzzi                                                             | Ottavio Leonardelli                                                      |
| 1697 | Kwiecień    | Giambattista Tosini                                                               | Marino Beni                                                              |
| 1697 | Październik | Giuliano Belluzzi                                                                 | Melchiorre Martelli                                                      |
| 1698 | Kwiecień    | Innocenzo Bonelli                                                                 | Lorenzo Giangi                                                           |
| 1698 | Październik | Onofrio Onofri                                                                    | Giambattista Ceccoli                                                     |
| 1699 | Kwiecień    | Bernardino Leonardelli                                                            | Pietro Arancini                                                          |
| 1699 | Październik | Francesco Maccioni                                                                | Giovanni Antonio Fattori                                                 |